# Peter Woit
Peter Woit (geboren 11 september 1957) is een Amerikaanse theoretisch natuurkundige. Hij is hoofddocent op de afdeling Wiskunde van Columbia University. Woit heeft een boek Not Even Wrong (2006) gepubliceerd en schrijft een blog met dezelfde naam. Hij is een criticus van de snaartheorie.

## Carrière
Woit studeerde in 1979 af aan Harvard University met een bachelor- en masterdiploma in natuurkunde. Hij promoveerde in deeltjesfysica aan Princeton University in 1985, gevolgd door postdoctoraal werk in de theoretische natuurkunde aan de de State University van New York in Stony Brook en wiskunde aan het Mathematical Sciences Research Institute (MSRI) in Berkeley. Hij werkte vier jaar als assistent-professor aan Columbia. Hij bekleedt nu een niet-permanente functie op de afdeling wiskunde, als hoofddocent en als afdelingscomputerbeheerder.
Woit heeft de Amerikaanse nationaliteit en heeft ook een Lets paspoort. Zijn vader werd geboren in Riga en werd aan het begin van de Sovjetbezetting van Letland met zijn eigen ouders verbannen.

## Kritiek op de snaartheorie
Hij staat kritisch tegenover de snaartheorie omdat deze geen toetsbare voorspellingen bevat. De theorie wordt met publiek geld gepromoot, ondanks wat Woit beschouwt als mislukkingen. Hij heeft zowel wetenschappelijke artikelen als populaire polemieken over dit onderwerp geschreven. Zijn geschriften beweren dat buitensporige media-aandacht en financiering van deze ene specifieke mainstream-onderneming, die hij als speculatief beschouwt, het publieke geloof in de vrijheid van wetenschappelijk onderzoek dreigt te ondermijnen. Zijn gemodereerde weblog over snaartheorie en andere onderwerpen is getiteld "Not Even Wrong", een denigrerende term voor wetenschappelijk nutteloze argumenten, bedacht door Wolfgang Pauli.
- Bibsys: 7024872
- Bibliothèque nationale de France: cb155764957 (data)
- Gemeinsame Normdatei: 1163249181
- International Standard Name Identifier: 0000 0001 1738 5021
- Library of Congress Control Number: n87809455
- Bibliotheek van het Japanse parlement: 01125548
- Nationale Bibliotheek van Tsjechië: jo2010603448
- Nationale Bibliotheek van Israël: 987007302430705171
- Nederlandse Thesaurus van Auteursnamen: 297792202
- Système universitaire de documentation: 118634615
- Virtual International Authority File: 3989394
- WorldCat: E39PBJxd4jcgJWJwRmKqVtt3Qq